# Pie-grièche grise
 Lanius excubitor
Espèce
Statut de conservation UICN

 LC  : Préoccupation mineure
La Pie-grièche grise (Lanius excubitor) est une espèce de passereau aux mœurs alimentaires proches des rapaces et qui appartient à la famille des Laniidae.

## Historique et dénomination
L'espèce Lanius excubitor a été décrite par le naturaliste suédois Carl von Linné en 1758.

## Description
La pie-grièche grise est un passereau de taille moyenne, mesurant entre 22  et   26 cm de long à l'âge adulte. Elle pèse généralement de 60  à   70 g, bien que des individus pesant 48  et   81 g aient été observés. Ses ailes mesurent en moyenne 11,4 cm et sa queue 10,9 cm ; son bec mesure 2,3 cm et son envergure varie de 30  à   36 cm.
Sa partie supérieure est globalement de couleur grise, tendant vers le marron chez les individus situés dans l'est de l'Eurasie. Ses joues et son menton sont blancs, tout comme une très fine bande au-dessus de son œil, tandis qu'un bandeau noir s'étend de son bec jusqu'à ses oreilles, en passant par son œil ; la zone au-dessus du bec est grise. Ses ailes sont noires avec une bande blanche, et sa queue longue et pointue de couleur noire. Le dessous de son plumage est blanc, souvent teinté de gris. Son grand bec est crochu au bout et de couleur proche du noir, excepté la base de la mandibule inférieure qui est plus pâle. Ses pattes sont entièrement noires.
Les mâles et femelles ont une apparence et une taille similaire et peuvent être difficiles à distinguer. Chez la femelle, le dessous du plumage est plus gris et arbore souvent une barre gris-marron, et la barre sur ses ailes est moins marquée. Les juvéniles arborent une teinte gris-marron sur tout leur plumage, avec des taches blanches indistinctes. Ils adoptent le plumage adulte dès leur premier printemps.

## Répartition

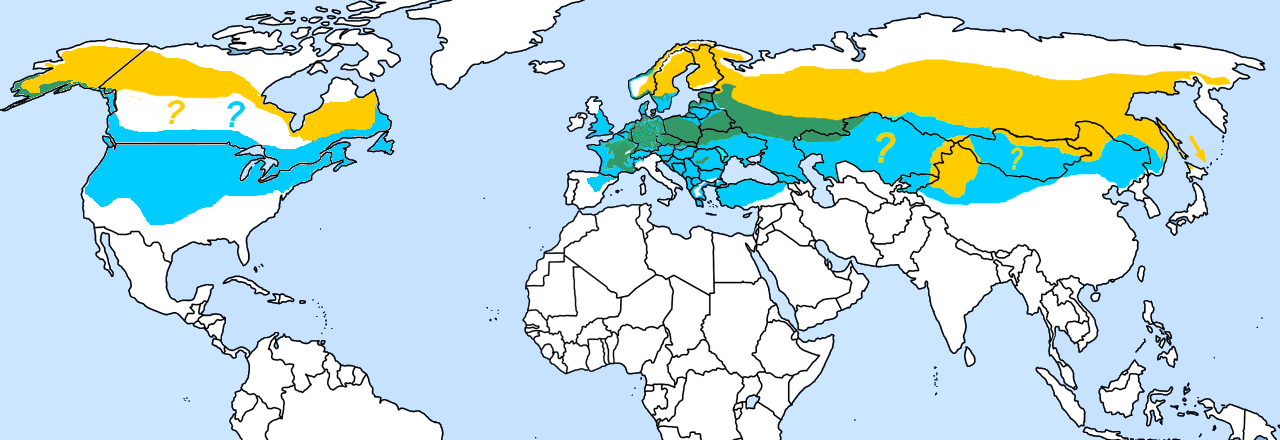
habitat permanent
zones de présence estivale
zones d'hivernage

C'est une espèce en déclin très important du fait de l'intensification de l'agriculture. Son aire de répartition est fortement limitée au niveau français. Les principales régions où la Pie-grièche grise est encore présente sont le Limousin (sur le plateau de Millevaches), l'Auvergne et le Jura.

## Régime alimentaire
La Pie-grièche grise se nourrit de petits oiseaux et de gros insectes comme des sauterelles, des
scarabées et des grillons. Elle ne dédaigne pas les campagnols et les amphibiens.
Elle a pour habitude de constituer des lardoirs en empalant ses proies sur les épines des buissons, sur des brindilles ou des objets fins et pointus y compris fabriqués par l'homme (fil barbelé).

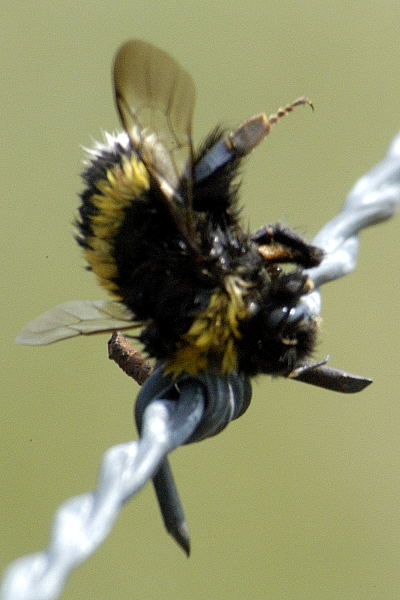
Bourdon embroché sur un fil barbelé.

## Nidification
Le nid est généralement situé dans un arbre à quelques mètres de hauteur.
Il est principalement composé d'herbes, de tiges, de brindilles, de racines et garni de plumes.
En avril la femelle pond de 4 à 7 œufs blanchâtres tachés de gris-brun, la couvaison dure entre 14 et 18 jours.
Les petits s'envolent entre 19 et 20 jours après l'éclosion.

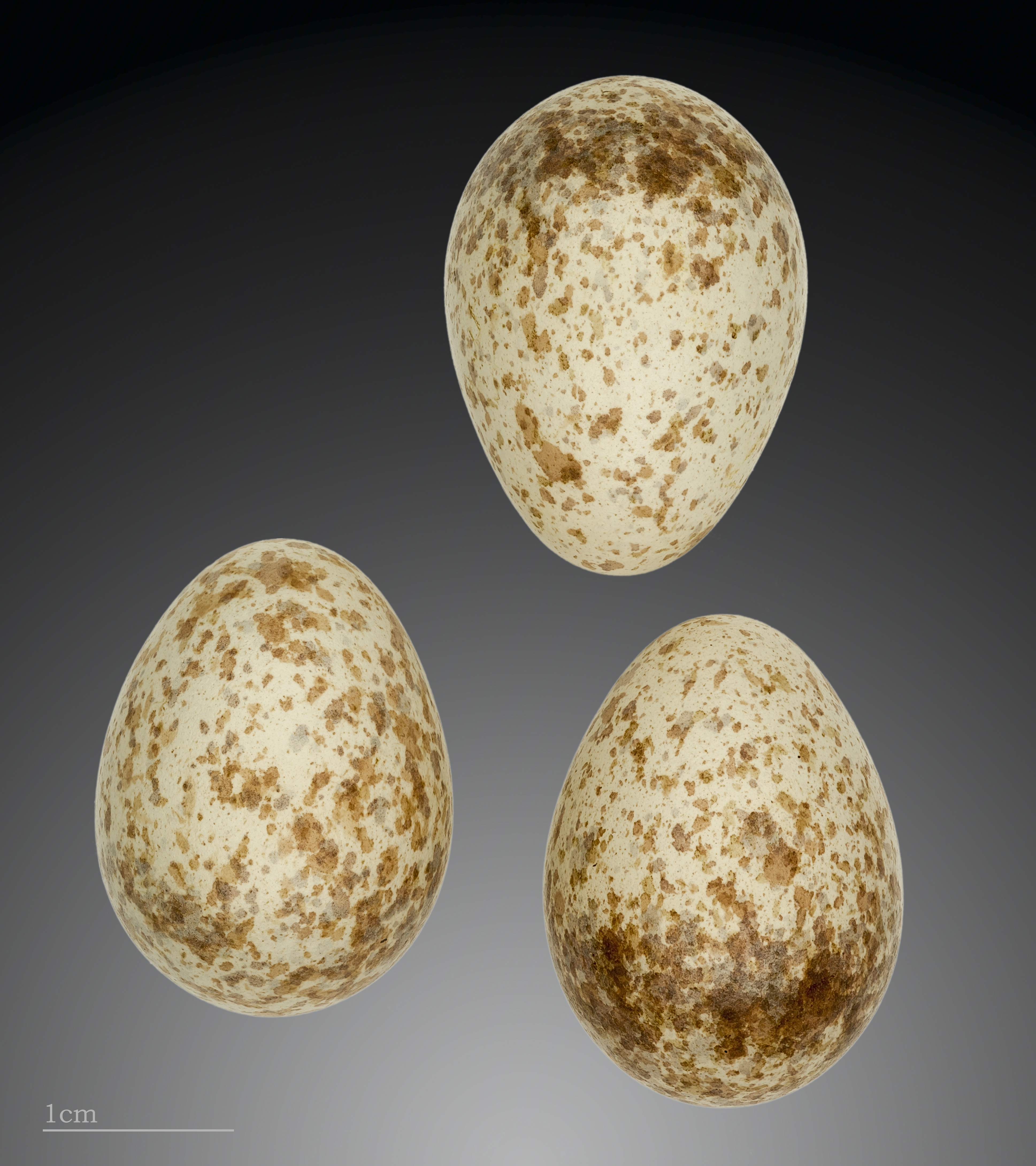
Œufs de Pie-grièche grise Muséum de Toulouse
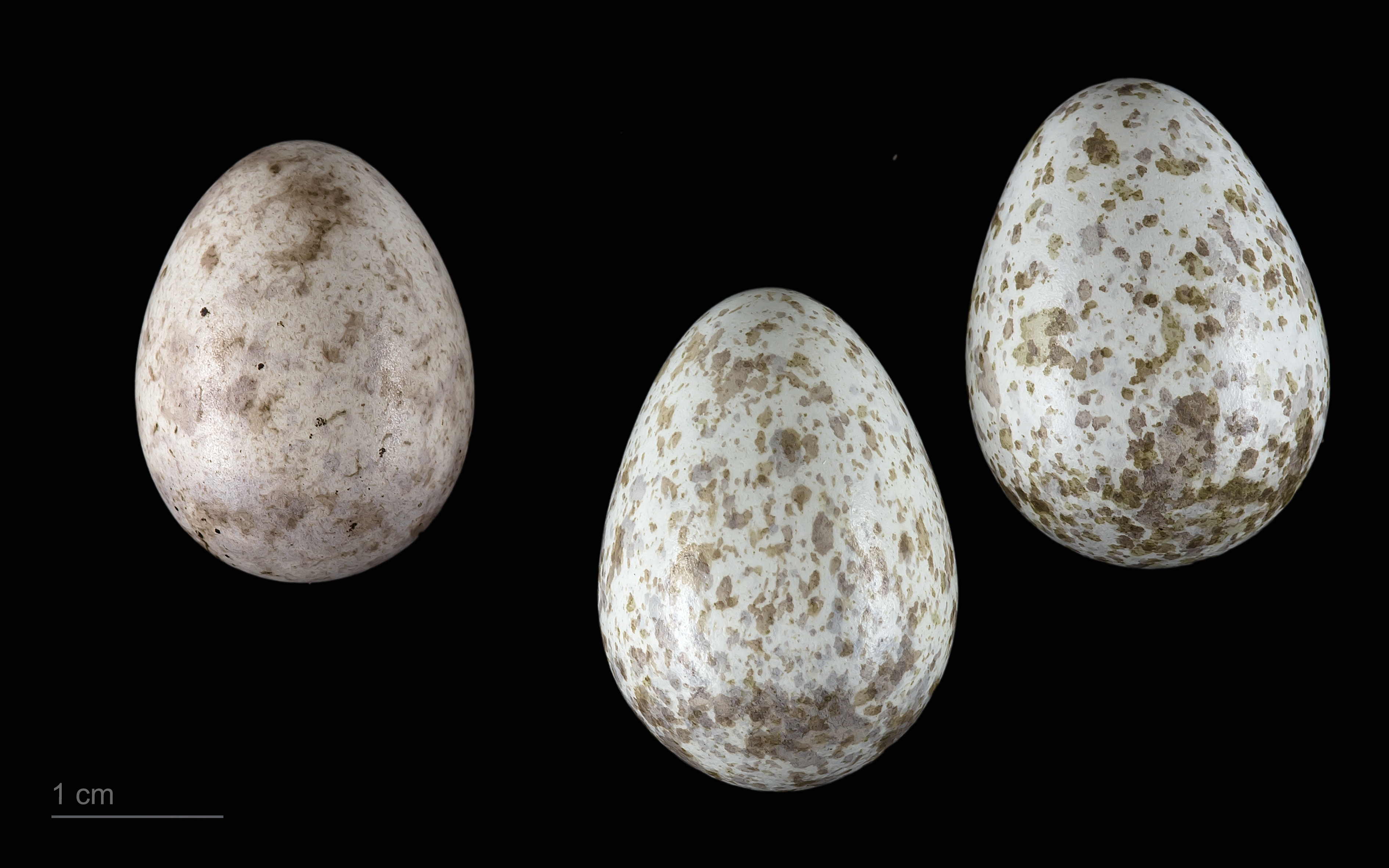
Œuf de Coucou gris dans un nid de Pie-grièche grise, Muséum de Toulouse
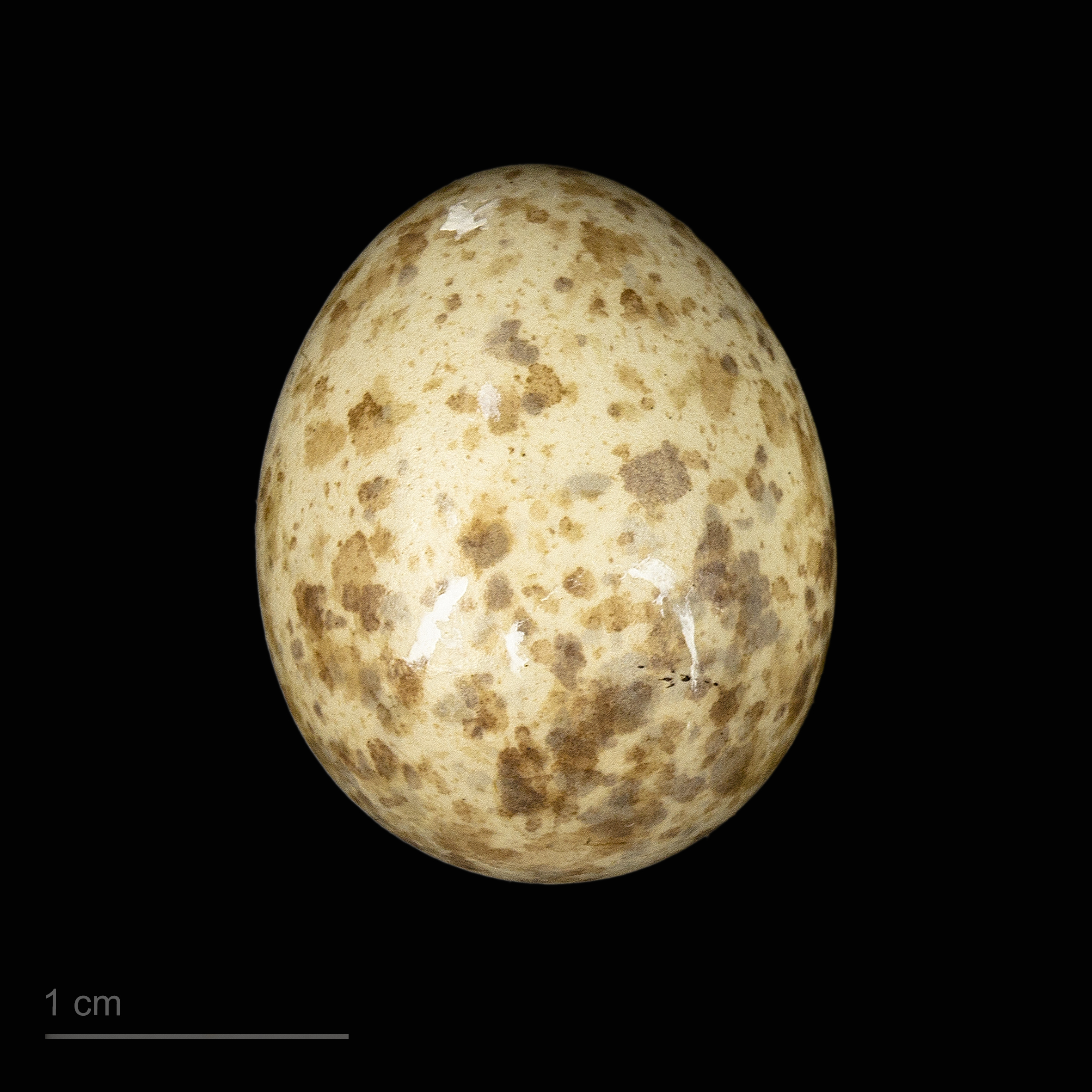
Lanius excubitor elegans

## Protection
La Pie-grièche grise bénéficie d'une protection totale sur le territoire français depuis l'arrêté ministériel du 17 avril 1981 relatif aux oiseaux protégés sur l'ensemble du territoire. Il est donc interdit de la détruire, la mutiler, la capturer ou l'enlever, de la perturber intentionnellement ou de la naturaliser, ainsi que de détruire ou enlever les œufs et les nids, et de détruire, altérer ou dégrader son milieu. Qu'elle soit vivante ou morte, il est aussi interdit de la transporter, colporter, de l'utiliser, de la détenir, de la vendre ou de l'acheter.

## Sous-espèces
Selon la classification de référence du Congrès ornithologique international (14.2, 2024) :
- L. e. excubitor Linné, 1758 — Europe et nord-ouest de la Sibérie
- L. e. homeyeri Cabanis, 1873 — sud-est de l'Europe et sud-ouest de la Sibérie
- L. e. koenigi Hartert, 1901 — îles Canaries
- L. e. algeriensis Lesson, 1839 — litoral du Maghreb
- L. e. elegans Swainson, 1832 — Afrique du Nord
- L. e. leucopygos Hemprich & Ehrenberg, 1833 — Sahel
- L. e. aucheri Bonaparte, 1853 — nord-est de l'Afrique et Asie du sud-ouest
- L. e. theresae Meinertzhagen, 1953 — sud du Liban et Israël
- L. e. buryi Liburnau & Hellmayr, 1901 — Yémen
- L. e. uncinatus Sclater & Hartlaub, 1881 — Socotra
- L. e. lahtora (Sykes, 1832 — Asie du Sud
- L. e. pallidirostris Cassin, 1851 — Asie centrale

La sous-espèce Lanius excubitor pallidirostrisi est parfois appelé Pie-grièche des steppes. Elle est considérée comme une espèce à part entière par certains auteurs.